# 1-2-play.tv
Unter dem Namen 1-2-play.tv wurde ein interaktives Fernsehprogramm veranstaltet, bei dem sich die Zuschauer über eine kostenpflichtige Telefonnummer einwählen und Fragen beantworten konnten.
Der Sender startete nach einer Verzögerung aufgrund einer noch nicht erteilten Sendelizenz am 13. Oktober 2006 und hatte seinen Sitz, wie sein Schwesterkanal 1-2-3.tv, in Unterföhring. Geschäftsführer von 1-2-play.tv waren Andreas Büchelhofer und Peter Kuhl.
In der Nacht zum 16. Januar 2007 stellte der Sender seinen Betrieb nach nur drei Monaten wegen zu geringer Teilnehmerzahlen wieder ein. Allerdings sendete 1-2-play.tv seit dem 2. Februar 2007 interaktive SMS-Spiele der Firma „5Works“, dem Betreiber, der auch die Super RTL Fun Night auf Super RTL produzierte. Diese wurden allerdings Ende März 2007 eingestellt.

## Konzept
Anders als zum Beispiel beim Call-In-Sender 9Live konnten bei 1-2-play.tv alle Anrufer an den laufenden Gewinnspielen teilnehmen. Um mitspielen zu können, mussten sich die Zuschauer in eine kostenpflichtige Hotline einwählen und sich registrieren. In den ersten Wochen war das Mitspielen gratis. Seit Mitte November 2006 wurden 0,49 Euro pro Minute berechnet.
Im Programm wurden Fragen, für deren Beantwortung es je nach Schwierigkeitsgrad unterschiedlich viele Punkte gab, zu verschiedenen Themengebieten gestellt. Zu jeder Frage gab es mehrere Antwortmöglichkeiten. Über die Telefontastatur konnten die Zuschauer die Ziffer zur richtigen Antwort eingeben.
Bei einigen Fragen wurde nur eine Zahl, zum Beispiel eine Jahreszahl, erfragt. Dann musste diese über die Telefontastatur eingegeben und mit der Raute-Taste bestätigt werden. In der Anfangsphase wurden die Fragen willkürlich nacheinander gefragt und es gab Stundengewinner.
Im November 2006 stellte man dieses Prinzip um: Seither wurden jeweils fünf Fragen zu einem Wissensgebiet gestellt und dann 30 Euro unter den Gewinnern des Fragenblockes aufgeteilt. Erst am Ende einer Runde wurden die Antworten zu allen fünf Fragen genannt. Zuvor gab es Stundengewinne in Höhe von 50 €.
Gelegentlich wurden bei den Fragen nach einigen Sekunden Joker eingesetzt. Dabei wurde eine falsche Antwortmöglichkeit gestrichen. Die Punktzahlen für eine richtige Beantwortung sanken bei der Nutzung eines Jokers.

## Empfang
1-2-play.tv sendete sein Programm digital über den Satelliten Astra. Die Ausstrahlung erfolgte über Transponder 103, 12.460 GHz, Polarisation horizontal, FEC 3/4, Symbolrate 27,5 MSymb/s. Außerdem war 1-2-play.tv in den digitalen Kabelnetzen der Vodafone Kabel Deutschland und von Kabel BW vertreten. Das Live-Programm wurde immer von 16:00 Uhr bis 02:00 Uhr ausgestrahlt, in der übrigen Zeit gab es einen Programmtrailer.